# Steef van Schaik

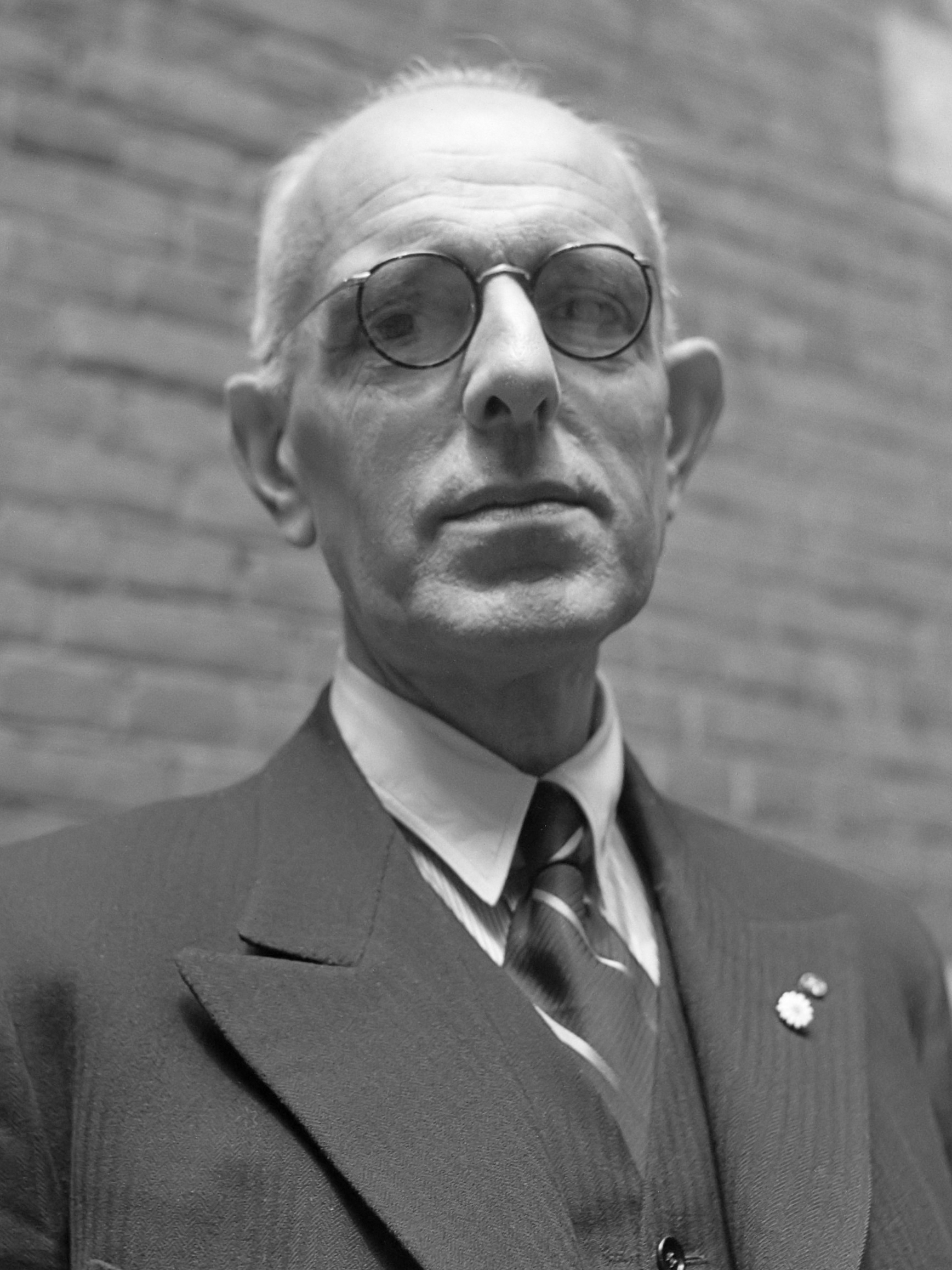
Steef van Schaik (1945)

Theodorus Stephanus Gerardus Johannes Marie „Steef“ van Schaik (* 8. Dezember 1888 in Druten, Provinz Gelderland; † 10. Dezember 1968 in Arnhem, Provinz Gelderland) war ein niederländischer Unternehmer, Wirtschaftsmanager und Politiker der Roomsch-Katholieke Staatspartij (RKSP) sowie später der Katholieke Volkspartij (KVP), der mehrere Jahre Vorstandsmitglied und Vorstandsvorsitzender des Kunstfaserherstellers Algemeene Kunstzijde Unie N.V. (AKU) sowie zwischen 1945 und 1946 Minister für Verkehr und Energie im Kabinett Schermerhorn/Drees von Ministerpräsident Willem Schermerhorn. Als Minister setzte er sich für den Aufbau der im Zweiten Weltkrieg zerstörten Infrastruktur und Wiederherstellung der Brennstoffversorgung ein.

## Leben
Van Schaik begann nach dem Besuch der Höheren Bürgerschule in ’s-Hertogenbosch ein Studium im Fach Maschinenbau an der Technischen Hochschule Delft, das er im Juni 1911 abschloss. Nach Abschluss des Studiums begann er seine berufliche Laufbahn als Mitarbeiter bei den Staatlichen Bergwerken (N.V. Nederlandse Staatsmijnen) in Heerlen, ehe er 1918 als Mitarbeiter zum Kunsthersteller N. V. Algemene Kunstzijde Unie (N. V. AKU) wechselte. Nachdem er bereits 1919 Vize-Direktor des Unternehmens wurde, gehörte er zwischen dem 26. Juni 1941 und dem 25. Juni 1945 erstmals dem Vorstand von N. V. AKU als Mitglied an. Für seine Verdienste in der Wirtschaft wurde ihm 1938 das Offizierskreuz des Orden von Oranien-Nassau ernannt.
Am 25. Juni 1945 wurde van Schaik, der anfangs der Roomsch-Katholieke Staatspartij (RKSP) sowie seit dem 22. Dezember 1945 der Katholieke Volkspartij (KVP) angehörte, von Ministerpräsident Willem Schermerhorn in das Kabinett Schermerhorn/Drees berufen und bekleidete in diesem bis zum 2. Juli 1946 das Amt des Ministers für Verkehr und Energie. In dieser Funktion setzte er sich für den Aufbau der im Zweiten Weltkrieg zerstörten Infrastruktur und Wiederherstellung der Brennstoffversorgung ein. Nach seinem Ausscheiden aus der Regierung wurde ihm am 17. September 1946 das Ritterkreuz des Orden vom Niederländischen Löwen verliehen.
Nach dem Ausscheiden aus der Regierung kehrte er am 1. August 1946 wieder als Vorstandsmitglied zu N. V. AKU zurück und fungierte zwischen dem 1. August 1948 und dem 1. Juli 1954 zusammen mit Jo Meynen als Vorstandsvorsitzender von N. V. AKU.
Für seine Verdienste in dieser Funktion wurde van Schaik am 1. Juli 1954 zum Kommandeur des Orden von Oranien-Nassau ernannt. Am 26. September 1955 verlieh ihm die Technische Hochschule Delft außerdem den Titel als Ehrendoktor der Technischen Wissenschaften. Darüber hinaus war er Ritter des Gregoriusordens.
Aus seiner am 19. Mai 1914 in Delft geschlossenen Ehe mit Wilhelmina Amelie van Berckel gingen fünf Töchter und fünf Söhne hervor.
Steef van Schaik war der jüngere Bruder von Josef van Schaik, der Mitglied und Vorsitzender der Zweiten Kammer der Generalstaaten, mehrmals Minister sowie Mitglied des Staatsrates (Raad van State) war und 1951 auch zum Staatsminister ernannt wurde.